# Beckovské hradné bralo
Beckovské hradné bralo (česky Beckovské hradní bradlo) přírodní památka v katastrálním území obce Beckov v okrese Nové Mesto nad Váhom v Trenčínském kraji na Slovensku. Chráněné území bylo vyhlášeno v roce 1963 a jeho rozloha je 1,45 hektaru. Předmětem ochrany je vápencové bradlo vypreparované erozní činností Váhu, který je obnažil z paleogenních usazenin. Skalní stěny jsou vysoké až padesát metrů. Na vrcholu se nachází zřícenina hradu Beckov.